# Álvaro Bardón
Álvaro Bardón Muñoz (5 de octubre de 1940 - 12 de febrero de 2009) fue un economista y político chileno. Durante la dictadura militar del general Augusto Pinochet se desempeñó como presidente del Banco Central de Chile (1977-1981), subsecretario de Economía, Fomento y Reconstrucción (1982-1983) y presidente del Banco del Estado (1988-1990). 
Fue parte del grupo de economistas denominados «Chicago Boys». Desde 1971 escribió columnas sobre materias económico-sociales en el matutino chileno El Mercurio. También fue profesor de la Universidad Finis Terrae. Fue un reconocido defensor del liberalismo

## Educación
Cursó sus primarios y secundarios en el Colegio Hispano Americano, en Santiago de Chile. El establecimiento es un colegio fundado por sacerdotes españoles escolapios al cual asistían los hijos de inmigrantes de dicho país. El padre de Álvaro Bardón era un inmigrante español proveniente de León.
En 1962 se tituló de Ingeniero Comercial de la Universidad de Chile. Posteriormente entró a la Universidad de Chicago, donde obtuvo un máster en economía. Regresó a Chile en 1967.

## Carrera durante la dictadura militar
Fue asesor del Ministerio de Economía en 1973, cargo que cumplió en paralelo con su función de director del Departamento de Economía de la Universidad de Chile. En 1974 renunció a su cargo en aquel departamento y pasó al Banco Central, donde se convirtió en uno de los principales asesores. En 1975, Augusto Pinochet nombró a Pablo Baraona como presidente del Banco Central, y a Bardón se le asignó la vicepresidencia. El 26 de diciembre de 1976, Sergio de Castro -anteriormente ministro de Economía- fue nombrado ministro de Hacienda, a Pablo Baraona lo designaron como ministro de Economía y Álvaro Bardón pasó a ser presidente del Banco Central, el más joven (36 años) de la historia de dicha institución.
En su nuevo cargo, y en estrecha colaboración con el vicepresidente, Sergio de la Cuadra, Bardón comenzó una ardua labor destinada a desregular la cantidad de emisión y dejar las remesas en estado de "flotación", como una forma de controlar la inflación, cuestión que se logró gradualmente a partir de 1977.
En febrero de 1981, Bardón renunció a su cargo en el Banco Central ya que consideró su tarea cumplida, y aceptó ser presidente del Banco Concepción. La presidencia del Banco Central fue asumida por Sergio de la Cuadra.
En julio de 1982, en medio de una enorme crisis económica, y con dos ministros que habían renunciado a sus cargos (de Castro y de la Cuadra), y con Miguel Kast presidiendo el Banco Central, Pinochet le solicita a Rolf Lüders que se encargue de la difícil situación económica del país y lo nombra biministro de Hacienda y Economía. Lüders solicitó expresamente a Álvaro Bardón para el cargo de subsecretario.
Los dos se mantuvieron en el gabinete hasta el 16 de enero de 1983. Pinochet fue presionado para apartar de su cargo a Lüders porque este último se vio obligado a intervenir una cantidad importante de bancos para evitar el colapso del sistema bancario. Álvaro Bardón también abandonó su cargo en el Ministerio de Economía y se dedicó a escribir sus columnas de opinión.
En 1988, Augusto Pinochet le solicita que asuma la presidencia del Banco del Estado. En 1989 inauguró gran cantidad de nuevas sucursales y llevó a cabo una campaña para privatizarlo. La tarea casi se cumplió, pero el Almirante José Toribio Merino y el General de Carabineros Rodolfo Stange finalmente rechazaron la idea. En 1990 culmina la dictadura militar y Bardón abandona el cargo.

## Carrera profesional y académica
A su regreso desde Chicago, en 1967, comienza a trabajar en el departamento de Economía de la Universidad de Chile, donde ejerce hasta algunos días después del Golpe Militar de 1973. En esos momentos lo llaman para colaborar en la redacción de El Ladrillo, documento con el programa económico para el nuevo gobierno de la Junta Militar. Bardón pasa al Ministerio de Defensa, y luego comienza a estudiar los documentos que guardaba el Ministerio de Economía para empezar a formular ideas destinadas a contrarrestar la crisis económica de aquel momento.
Desde 1971 escribió columnas en El Mercurio, primero en forma anónima, y luego firmadas.
En 1974, por iniciativa personal y de su amigo y colega Andrés Passicot, fundó la Consultora Gémines, que asesoró hasta 2008 a bancos y empresas, y donde fue su gerente general.
En 1988, junto a Pablo Baraona y otros, como el actual Rector Roberto Guerrero, crearon la Universidad Finis Terrae, que funciona hasta hoy, donde impartió clases. En el mismo año ocupó el cargo de director del Instituto de Políticas Públicas.

## Participación en política y medios
En 1957, siendo muy joven, se convierte en militante del Partido Demócrata Cristiano. Su admiración hacia el expresidente Eduardo Frei Montalva, máximo referente de este partido, se mantuvo hasta la muerte del exjefe de Estado en 1982. Sin embargo, en 1975 renunció a este partido, momento en el que gran parte del PDC manifiesta su oposición al régimen militar.
En 1988 Bardón crea el Centro Democrático Libre, que presenta algunos candidatos al primer Congreso Nacional elegido después de la dictadura de Pinochet. También participa activamente en un programa de discusión política en el antiguo Canal 11, Corrientes de Opinión. A eso se suma sus intervenciones en programas radiales (Radio Minería, principalmente) y apariciones como invitado a variados programas de televisión.
Algunas declaraciones suyas le granjearon enemistad con otros personajes de la derecha, como Sergio Onofre Jarpa y Andrés Allamand. Bardón, sin embargo, apoyó las precandidaturas de Sergio Diez, y finalmente la del exministro de Hacienda Hernán Büchi. De todos modos, Bardón estimaba que el candidato más idóneo habría sido Sergio de Castro.
Desde entonces no participó más en política partidista y se mantuvo como comentarista y columnista. Normalmente concedió entrevistas a la prensa escrita y asistió a programas de televisión, destacándose por su estilo mordaz, coloquial y sarcástico.

## Pensamiento político
Por su formación en Chicago fue un defensor natural de los principios del monetarismo y de las teorías económicas promovidas por Milton Friedman y Friedrich Hayek. Sus opiniones tendieron a destacar la importancia del papel del mercado por sobre el accionar gubernamental, y fue una de las pocas voces de derecha chilenas que se han alzado a favor de la despenalización del consumo y venta de drogas blandas.

## Controversias

### Caso El Mercurio y Copesa
En noviembre de 1991, en la causa rol N° 133.428-6, el juez del Quinto Juzgado del Crimen, Alejandro Solís, sometió a proceso a los exdirectores del Banco del Estado, incluido su antiguo presidente, Álvaro Bardón. Las empresas de comunicaciones El Mercurio SAP y COPESA se encontraban prácticamente en quiebra, y el Banco del Estado, en una operación de triangulación, salvó a ambos conglomerados a través de créditos. Posteriormente, en fallo de la Cuarta Sala de la Corte Suprema, Bardón fue exonerado de los cargos en su contra.